# 8414 Atsuko
8414 Atsuko eller 1996 TW10 är en asteroid i huvudbältet som upptäcktes den 9 oktober 1996 av de båda japanska astronomerna Seiji Ueda och Hiroshi Kaneda i Kushiro. Den är uppkallad efter Atsuko Tsuji.
Asteroiden har en diameter på ungefär 5 kilometer.